# BC Beroe
Le BC Beroe (БК Берое en bulgare), est un club de basket-ball bulgare basé dans la ville de Stara Zagora fondé en 1958.

## Palmarès
- Coupe de Bulgarie (1) : 2017
- BIBL (1) : 2017

## Sources et références
1. 1 2  Seuls les principaux titres en compétitions officielles sont indiqués ici.